# Zajazd Włoski w Valletcie
Zajazd Włoski (malt. Berġa tal-Italja, ang. Auberge D'Italie) – budynek w Valletcie służący do zakwaterowania rycerzy zakonnych kawalerów maltańskich z tzw. langues (grup językowych). Został zbudowany dla rycerzy z obszaru Włoch. Jest jednym z ośmiu zbudowanych tego typu zajazdów na terenie miasta.
Zajazd Włoski jest położony przy Triq il-Merkanti, po przeciwnej stronie ulicy znajduje się Zajazd Kastylijski. Do Zajazdu Włoskiego przylega kościół św. Katarzyny Aleksandryjskiej.

## Historia
Pierwotny Zajazd Włoski został zbudowany w 1570 roku i rok później został włączony do Pałacu Wielkiego Mistrza. Nowa siedziba rycerzy z Włoch została zaprojektowana przez Girolama Cassara, maltańskiego architekta i inżyniera wojskowego, który od lat sześćdziesiątych do osiemdziesiątych XVI wieku zaprojektował oraz nadzorował budowę kilkudziesięciu najważniejszych budynków w stolicy Malty, m.in. Pałacu Wielkiego Mistrza czy konkatedry Świętego Jana oraz Verdala Palace w Siġġiewi. Budowę zajazdu zakończono w 1579 roku. Siedziba okazała się zbyt mała i w 1582 roku została przebudowana – dodano piętro. W 1595 roku zostało dobudowane drugie piętro. W latach osiemdziesiątych XVII wieku fasada zajazdu została przebudowana i ozdobiona elementami typowymi dla baroku. W 1683 roku nad bramą wejściową umieszczono popiersie Wielkiego Mistrza Zakonu Maltańskiego Gregorio Carafa.
Budynek służył zakonowi do roku 1798, do rozpoczęcia francuskiej okupacji Malty, kiedy to został przejęty przez wojska Napoleona i stał się kwaterą główną Armii Francuskiej. Po zajęciu wyspy przez Brytyjczyków obiekt został zajęty przez dowództwo korpusu Armii Brytyjskiej. Mieściła się w niej także messa oficerska. Od 1920 roku w części budynku rozpoczęło działalność założone przez Themistoclesa Zammita Muzeum Archeologiczne.
W czasie II wojny światowej budynek uległ znacznym zniszczeniom. Po wojnie został odbudowany i od marca 1956 roku mieściła się w nim Szkoła Sztuk Pięknych. W latach siedemdziesiątych i osiemdziesiątych budynek był wykorzystywane przez różne jednostki administracji Malty. Od 1997 roku budynek stał się siedzibą Ministerstwa Turystyki Malty. Obiekt jest zarządzany przez Malta Tourism Authority, których stał się siedzibą od 1 marca 2002 roku.
Obiekt został wpisany na listę National Inventory of the Cultural Property of the Maltese Islands pod numerem 01129.